# Państwowa Wyższa Szkoła Pedagogiczna w Katowicach
Państwowa Wyższa Szkoła Pedagogiczna w Katowicach (skrót: PWSP w Katowicach) – pierwsza nieakademicka państwowa uczelnia pedagogiczna w Katowicach, istniejąca w latach 1946–1947. W 1947 została przeniesiona do Łodzi i wcielona do Państwowej Wyższej Szkoły Pedagogicznej w Łodzi (w 1956 włączonej do Uniwersytetu Łódzkiego).

## Historia
Państwowa Wyższa Szkoła Pedagogiczna w Katowicach została otwarta 1 września 1946 zarządzeniami Ministra Oświaty z 27 września 1946 i z 11 maja 1946 na bazie Państwowego Pedagogium w Katowicach, istniejącego w latach 1937–1939 i 1945–1946. Uczniowie I roku likwidowanego Pedagogium z początkiem roku szkolnego 1946/1947 zostali przyjęci na II rok studiów w PWSP w Katowicach. Studentami PWSP zostali również nauczyciele szkół powszechnych, którzy ukończyli I rok Wyższych Kursów Nauczycielskich w Katowicach, utworzonych w roku szkolnym 1945/1946 dla 80 osób (I kurs w Katowicach: biologia z fizyką i chemią oraz wychowaniem, II kurs w Bielsku: rysunek z zajęciami praktycznymi). Katowickie WKN były równoważne z I rokiem Wyższej Szkoły Pedagogicznej lub Instytutu Pedagogicznego.
PWSP w Katowicach była szkołą wyższą nieakademicką, kształcącą przyszłych nauczycieli szkół powszechnych w systemie trzyletnich studiów. Słuchacze II roku rozpoczęli rok szkolny 1946/1947 (jedyny w dziejach tej uczelni) 15 września 1946. Na czele PWSP w Katowicach stał Dyrektor (de facto p.o. Dyrektora) i Rada Szkoły. Nauka w PWSP w Katowicach odbywała się w dwóch sekcjach: przyrodniczej i matematycznej. Szkołę zamknięto z dniem 1 września 1947 na mocy zarządzenia Ministra Oświaty z 20 sierpnia 1947, a następnie przeniesiono do Łodzi (wraz z częścią wykładowców), wcielając ją do tamtejszej Państwowej Wyższej Szkoły Pedagogicznej.
Przyczyną niepowodzenia w kontynuowaniu działalności PWSP w Katowicach były problemy kadrowe i rekrutacyjne związane z działającym w tym samym budynku Instytutem Pedagogicznym w Katowicach (niebędącym szkołą wyższą), którego p.o. Dyrektora również był dr hab. Józef Pieter.

## Dyrektorzy PWSP w Katowicach
1. dr (hab.) Józef Pieter (przewodniczący Komitetu Założycielskiego i p.o. Dyrektora 1946–1947)